# Stråke
Stråke är ett redskap till stråkinstrument där ljud uppstår då stråken dras över strängarna. 
Den moderna stråken skapades av den franske François Tourte under 1700-talet. Stråken består av en stång i bresiljeträ, kolfiber eller glasfiber, med tagel spänt mellan den nedre delen, froschen, och den övre delen, spetsen. Taglet är det som rör vid strängen (spelsättet col legno är undantaget) och för att få taglet att greppa gnids det in med harts. Med en skruv vid froschen kan taglets spänning regleras. När stråken inte används för spelning vrids skruven så att taglet hänger löst mellan fästpunkterna. 
Det finaste bresiljeträet är bland stråkmusiker mer känt som fernambuk, och används till bättre stråkar. Billigare trä från samma trädslag brukar gå under namnet brazilwood och används till enklare stråkar.
De olika stråkinstrumenten spelas med var sin stråkmodell. För kontrabas finns dock två olika modeller eftersom kontrabasister använder två typer av stråkfattning, kallade tysk och fransk.
Brasilien där den hotade fernambuken växer, har (2025) begärt att det rödlistade trädslaget ska få högsta skydd enligt CITES. 